# Früher Ehrenpreis
Der Frühe Ehrenpreis (Veronica praecox), auch Frühblühender Ehrenpreis, ist eine Pflanzenart in der Familie der Wegerichgewächse (Plantaginaceae).

## Beschreibung

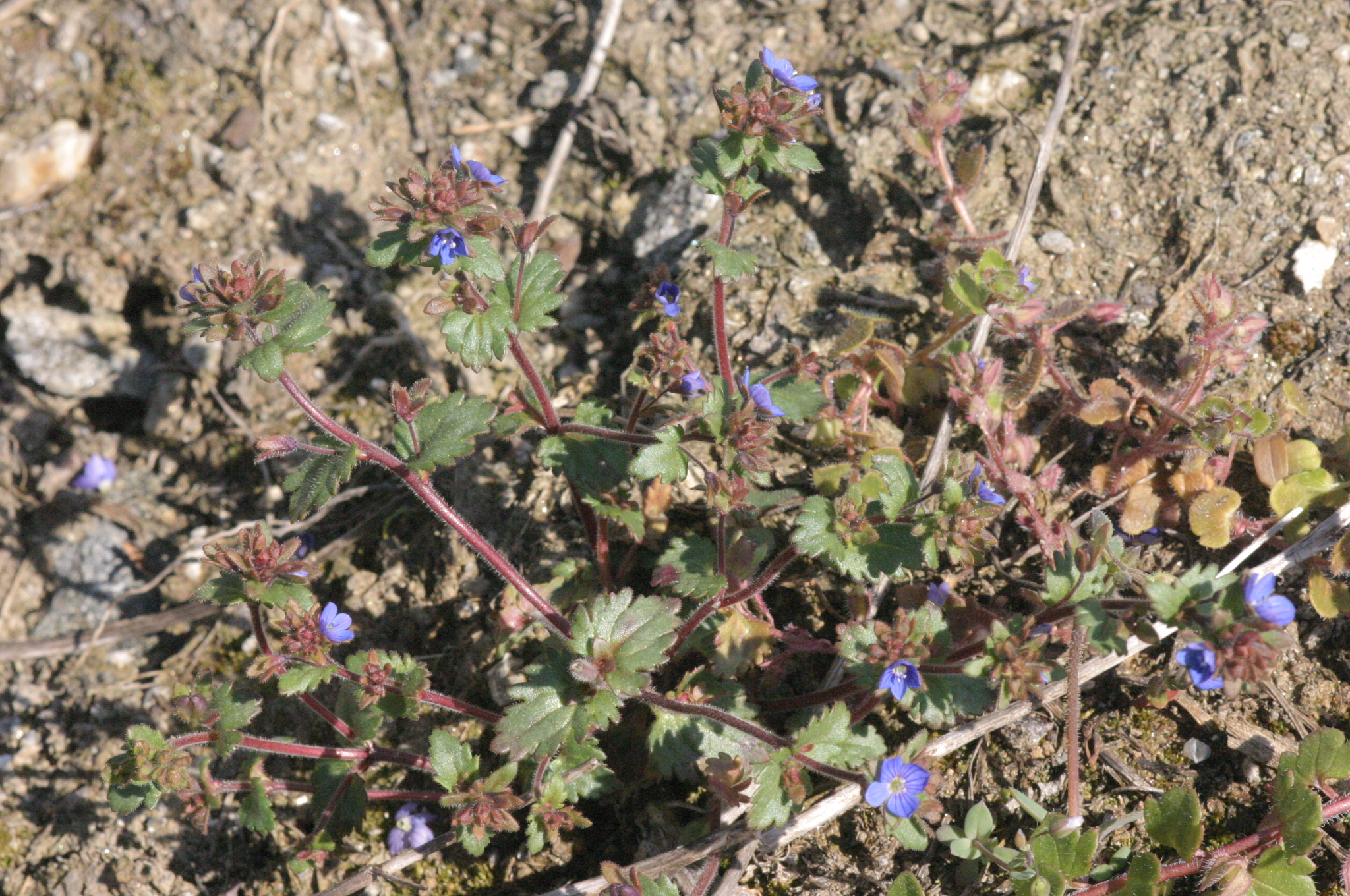
Habitus, Laubblätter und Blüten

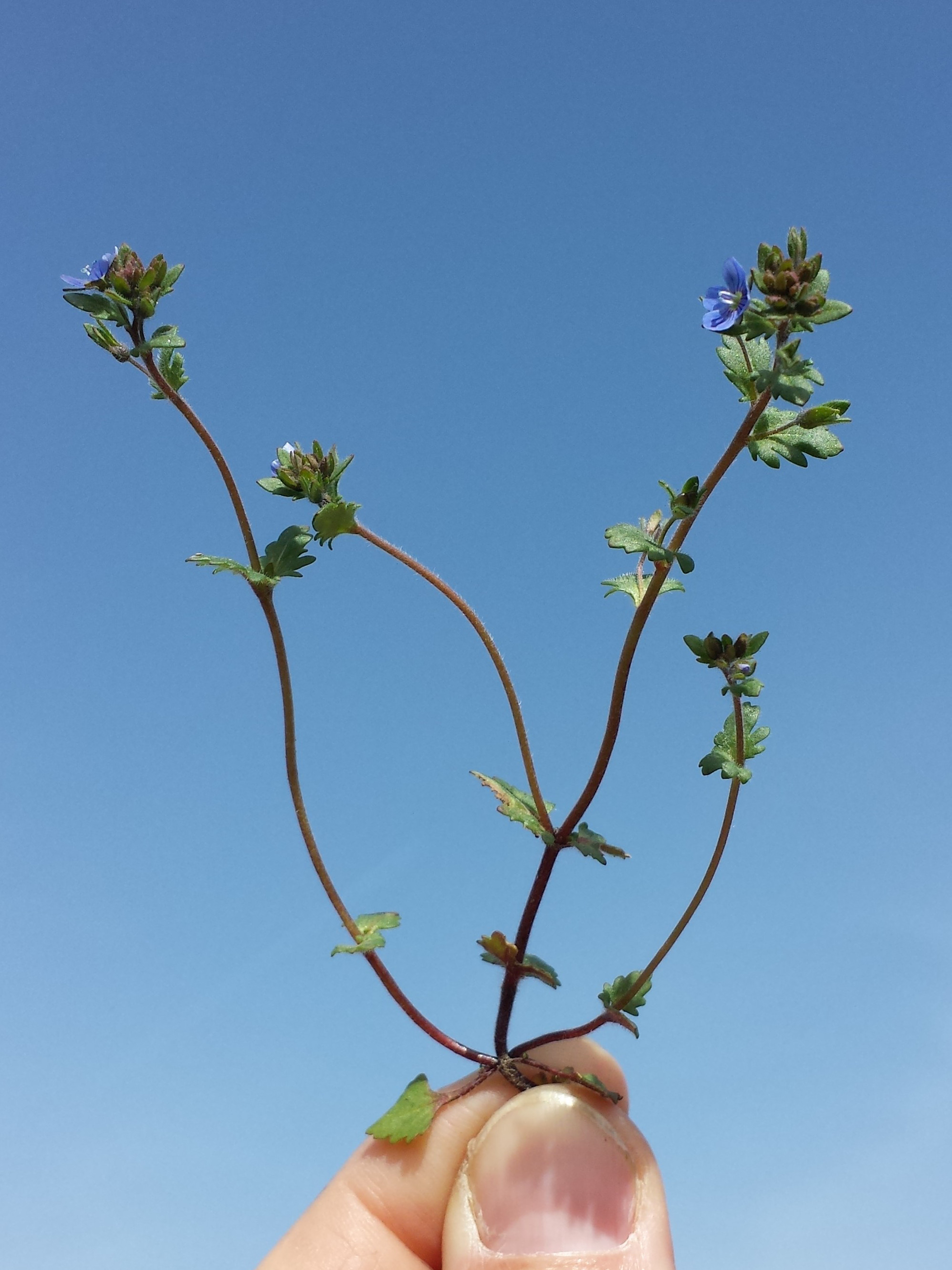
Habitus

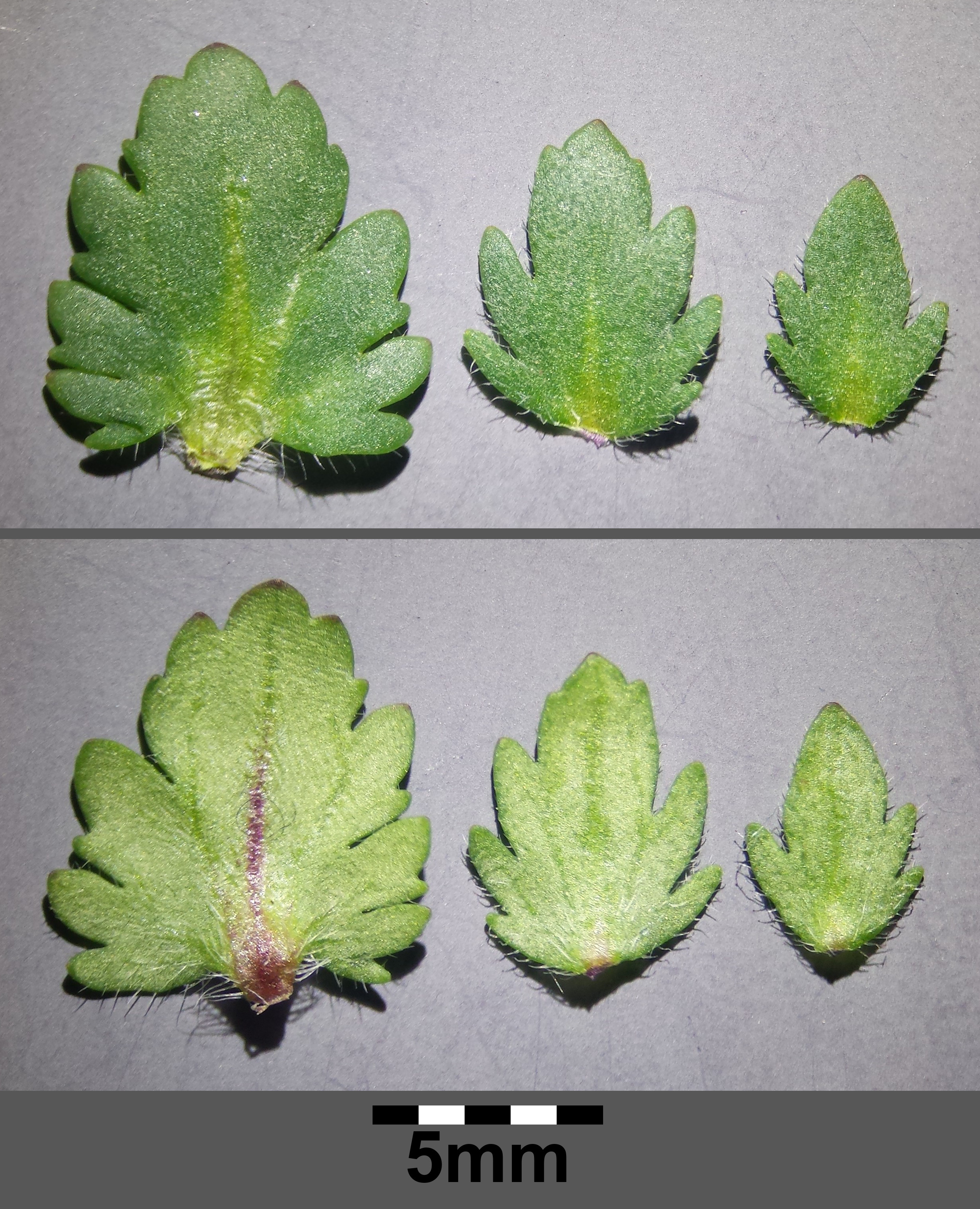
Deckblätter, oben: Oberseiten, unten: Unterseiten

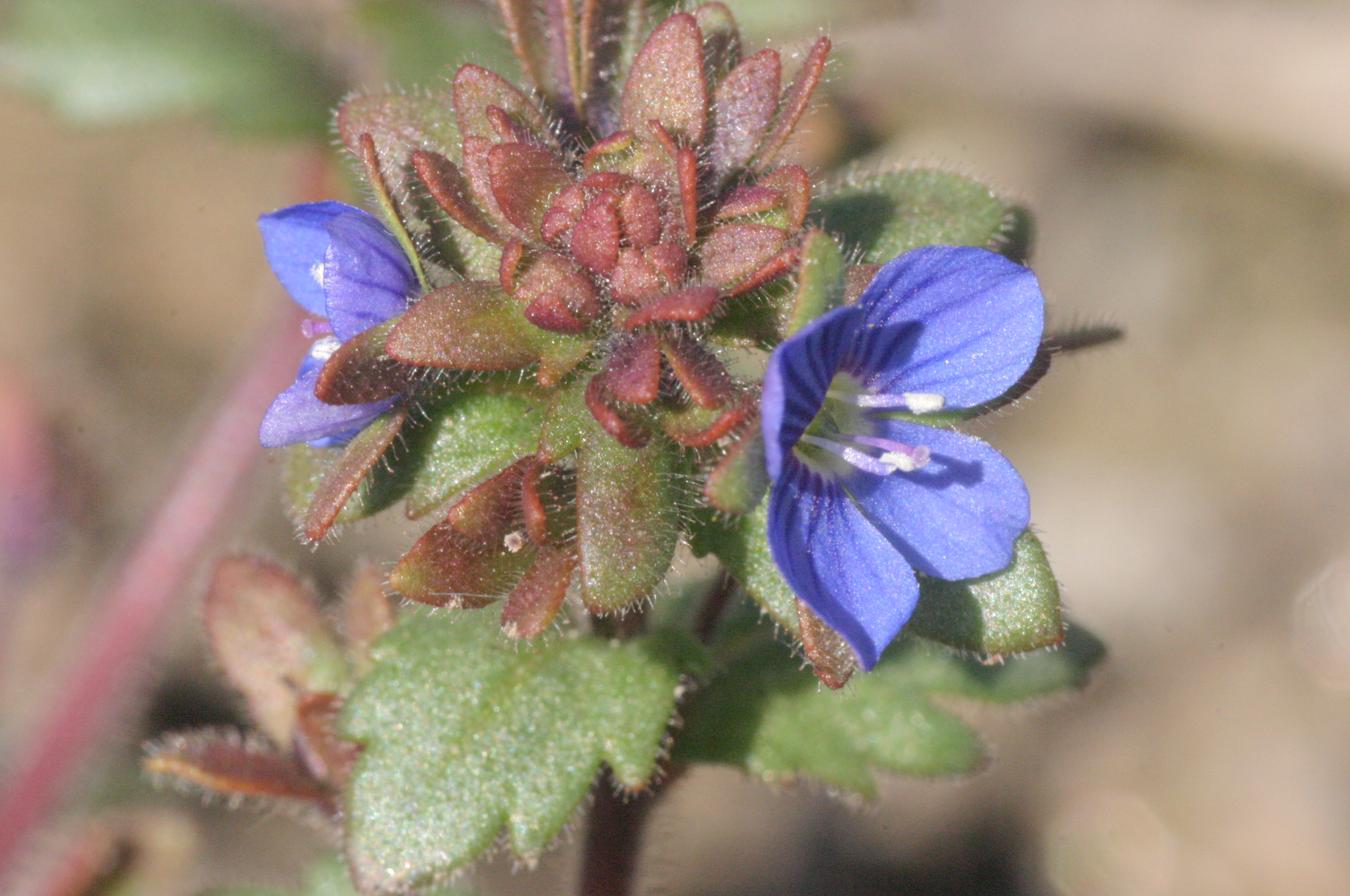
Blütenstand mit Blüten

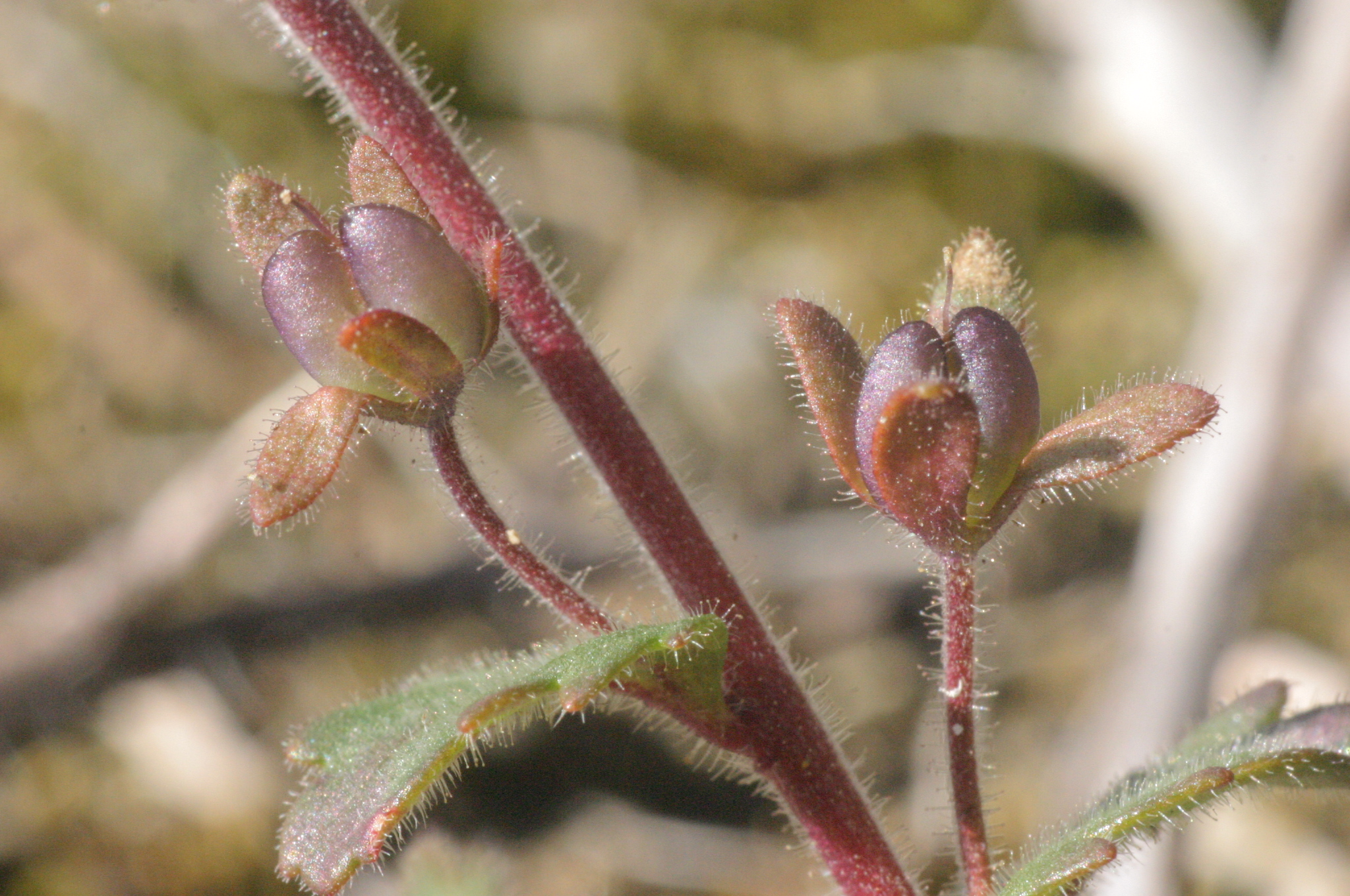
Gestielte Kapselfrüchte und die vier haltbaren Kelchblätter

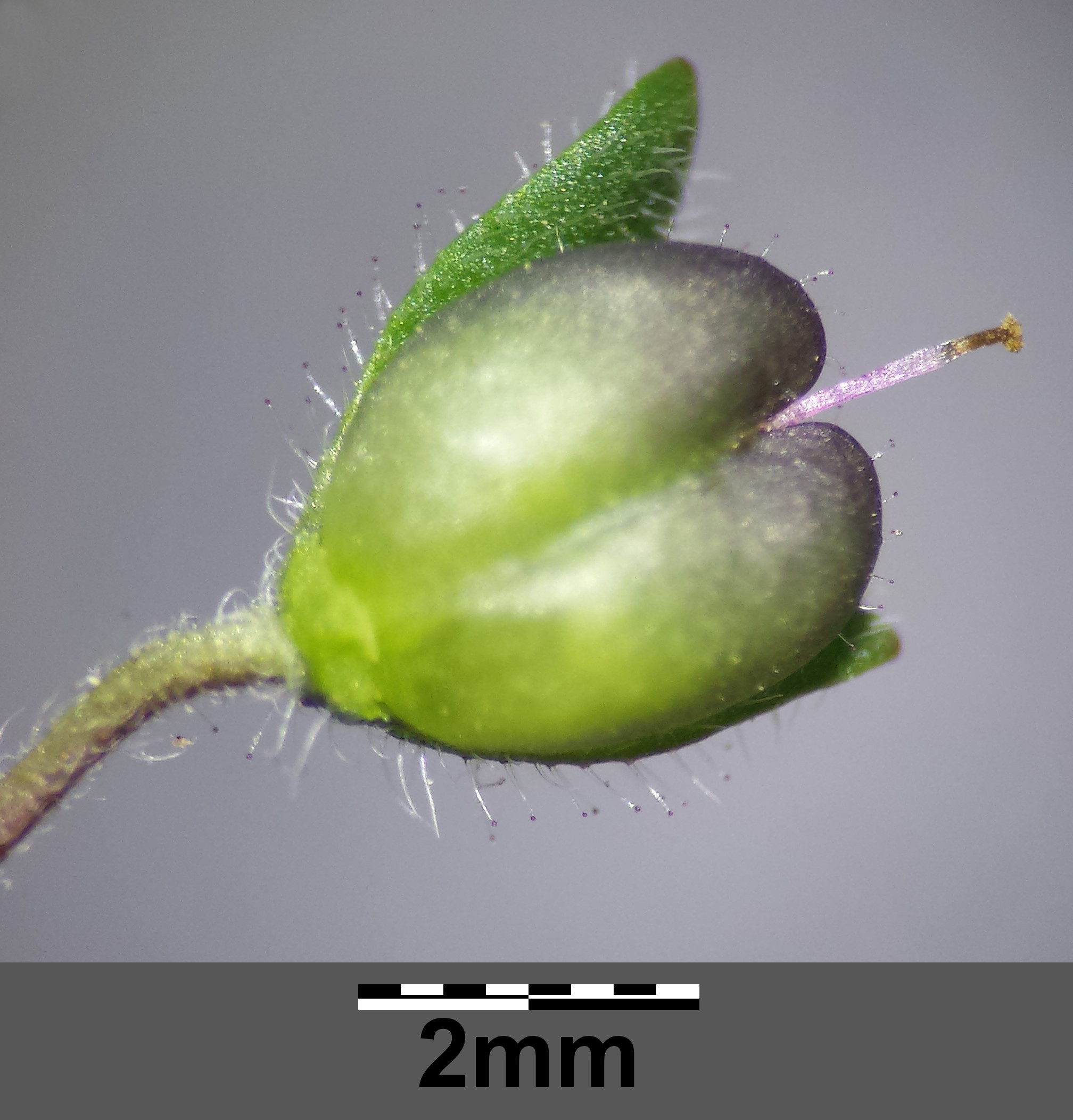
Frucht, vordere Kelchblätter entfernt

### Vegetative Merkmale
Der Frühe Ehrenpreis ist eine einjährige krautige Pflanze und erreicht Wuchshöhen von 3 bis 20 Zentimetern. Der aufrechte und in der unteren Hälfte meist mehrfach verzweigte Stängel ist dicht drüsig behaart.
Die unteren Laubblätter sind gestielt, die oberen oft sitzend und unregelmäßig stumpf-gebuchtet gesägt sowie zerstreut behaart. Die einfachen Blattspreiten sind bei einer Länge von bis 15 Millimetern sowie einer Breite von etwa 10 Millimetern breit-oval bis fast dreieckig.

### Generative Merkmale
Der Frühe Ehrenpreis blüht vorwiegend von März bis Mai. 10 bis 20 Blüten sitzen in lockeren ährigen Blütenständen zusammen.
Die zwittrigen Blüten besitzen eine doppelte Blütenhülle. Die bei einem Durchmesser von 4 bis 6 Millimeter relativ kleine Blütenkrone ist azurblau bis hellblau gefärbt. Der Griffel ist mit einer Länge von 1 bis 2 Millimetern etwa zwei- bis dreimal so lang wie die Ausrandung der Frucht.
Die Fruchtstiele stehen in der Regel aufrecht, sind meist wenig länger als die Kelchzipfel und fast so lang wie die Deckblätter. Die Kapselfrucht ist rundlich, gedunsen und schwach rechtwinklig ausgerandet. Die gelblichen bis rotbraunen Samen sind etwa 1,4 Millimeter lang, etwa 1 Millimeter breit und etwa 0,35 Millimeter dick.
Die Chromosomenzahl beträgt 2n = 18.

## Ökologie
Der Frühe Ehrenpreis ist ein Flachwurzler; er wurzelt nur bis etwa 15 Zentimeter tief.

## Vorkommen
Veronica praecox ist vom südlichen Mitteleuropa bis Südeuropa und nach Mittel- und Südrussland verbreitet und kommt von in Nordafrika bis Vorderasien vor. Er ist ein submediterranes Florenelement. In Mitteleuropa ist er recht selten.
In Österreich kommt er im pannonischen Gebiet zerstreut vor, sonst selten. In der Schweiz kommt er selten im Wallis vor. In Deutschland ist er sehr zerstreut bis selten; er fehlt unter anderem in Nordwestdeutschland.
Der Frühe Ehrenpreis wächst in Trockenrasen und auf Sandäckern. Er bevorzugt mehr oder weniger trockene, meist kalkhaltige, sandige Lehm- oder Sandböden. Er ist wärmeliebend. Er ist in Mitteleuropa eine Charakterart des Verbandes Alysso-Sedion, kommt aber auch in lückigen Gesellschaften der Festuco-Brometea-Klasse oder in Sandäckern des Verbands Aperion spicae-venti vor. Im Allgäu tritt der Frühe Ehrenpreis seit etwa 1960 als „Eisenbahnpflanze“ im Kleinschotter zwischen Gleisen in Bahnhöfen auf.